# Maude T. Howell
Maude Theresa Howell (Los Angeles, 26 de juliol de 1887-Nova Orleans, 24 d'octubre de 1964) va ser una guionista, productora i ajudant de direcció estatunidenca, activa principalment durant la dècada de 1930. Va ser una de les poques dones que va ocupar un càrrec d'assistent de direcció en aquell moment.
Maude T. Howell era filla de John Howell i Mary Tappanier. Va assistir a la Universitat Stanford, on va estudiar teatre, va actuar en diverses representacions, i es va graduar el 1911.
Després de graduar-se, va treballar com a professora de teatre a la Manual Arts High School de Los Angeles abans de convertir-se en directora d'escena en una societat anònima de Detroit. Va ser directora d'escena a la companyia de George Arliss el 1923, i tenia l'ambició de convertir-se en productora (una altra posició en què les dones no estaven representades en aquell moment). Va treballar amb Arliss als Estats Units i a Londres durant cinc anys.
Durant la seva associació amb Arliss, que s'havia involucrat en la indústria del cinema, va començar a escriure guions per a la pantalla. Un dels seus primers treballs acreditats va ser l'adaptació de 1930 de The Green Goddess. També es dedicaria a treballar com a ajudant de direcció i productora a la companyia a mesura que avançava la dècada, a causa de la seva llarga associació amb Arliss, que no sempre li acreditava aquestes feines.
Tots dos es van retirar a finals de la dècada de 1940 i Howell va morir a Nova Orleans, Louisiana, el 1964.

## Filmografia seleccionada
Com a guionista:
- Man of Affairs (1936)
- East Meets West (1936)
- Mister Hobo (1935)
- Cardinal Richelieu (1935)
- The Last Gentleman (1934)
- The House of Rothschild (1934)
- Voltaire (1933)
- The Working Man (1933)
- The King's Vacation (1933)
- A Successful Calamity (1932)
- The Expert (1932)
- The Man Who Played God (1932)
- Alexander Hamilton (1931)
- The Millionaire (1931)
- Old English (1930)
- The Green Goddess (1930)

Com a ajudant de direcció:
- Doctor Syn (1937)
- Man of Affairs (1936)
- East Meets West (1936)
- Mister Hobo (1935)
- The House of Rothschild (1934) (no acrediteda)[11]
- The Last Gentleman (1934)[12]
- Old English (1930) (no acrediteda)[13]

- Doctor Syn (1937)
- Home d'Afers (1936)
- L'est es troba amb l'oest (1936)
- Mister Hobo (1935)
- La casa de Rothschild (1934) (sense acreditar)[11]
- The Last Gentleman (1934)[12]
- Anglès antic (1930) (sense acreditar)[13]